# سیکو یامادا
سیکو یامادا (انگلیسی: Seiko Yamada؛ زادهٔ ۲۲ مارس ۱۹۷۸) بدمینتون‌باز زن اهل ژاپن است.